# Momia de Quehuar
La Momia de Quehuar fue recuperada en 1999 cerca de la cima del volcán Quehuar, ubicado en la Cordillera de los Andes, en la provincia de Salta, Argentina. El hallazgo fue hecho en el interior de dos inusuales estructuras ceremoniales incaicas, una de las cuales podría ser el único ejemplo de ushniv, plataforma escalonada inca, ubicada en un sitio ceremonial de gran altitud.
La momia estaba completamente congelada dentro de un bloque de hielo. La cabeza y el torso habían sido destruidos por saqueadores, al utilizar explosivos tratando de removerla del lugar.

## Historia del hallazgo
En 1975 el arqueólogo aficionado Antonio Beorchia realizó una expedición al Quehuar durante la cual realizó una excavación a veinte metros de la cima,  hallando una estructura circular de aproximadamente cuatro metros de diámetro interior. Esta había sido excavada previamente por saqueadores. También localizó dos estructuras muy bien construidas al este de la cima. En el interior de una gran estructura oval de altas paredes, Beorchia halló una momia completamente congelada cuya cabeza había sido destruida por saqueadores, al utilizar explosivos intentando removerla del lugar.
En 1981 el antropólogo estadounidense Johan Reinhard y Beorchia realizaron una expedición para intentar recuperar los restos de la momia, pero una persistente nevada cubrió las ruinas con más de un metro de nieve lo cual imposibilitó la operación. Los investigadores hallaron fragmentos de hueso del cráneo, vértebras y piel provenientes de la momia, resultado del daño producido por la explosión.
En 1996, la arqueóloga argentina María Constanza Ceruti condujo una nueva investigación en el lugar, pero no localizó otros artefactos.
En febrero de 1999 Reihard y Ceruti, juntamente con el arqueólogo peruano José Antonio Chávez, condujeron una nueva expedición al Quehuar. Se realizaron excavaciones en la cima y en las zonas circundantes al complejo inca y la estructura circular. El equipo trabajó durante diez días, a altitudes rondando los 6000 m s. n. m., a pesar de las fuertes nevadas. Durante esta operación, se recuperaron diversas ofrendas, restos de textiles, calzado, bolsas, objetos cerámicos y el cuerpo de la momia cuya parte superior estaba completamente destruida.

## El hallazgo arqueológico

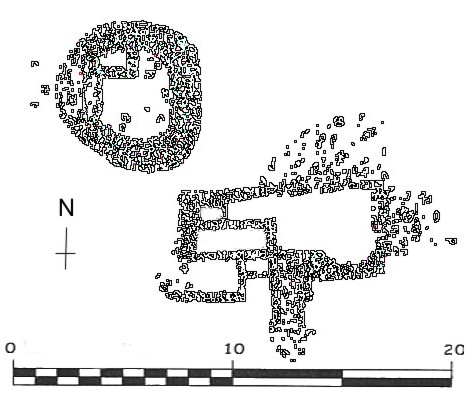
Diagrama de las ruinas según descripción de Antonio Beorchia, 1975

### El complejo
Un pequeño grupo de ruinas incas fueron halladas por Beorchia en 1981 a una altitud de 5000 m s. n. m., en la base Sur del Quehuar. El complejo comprendía una estructura habitación de 3,9 por 4,2 metros, con un área despejada artificialmente de aproximadamente cinco por diez metros. Es probable que estas construcciones hayan servido como refugio para quienes iban camino a la cima.
El sitio funerario inca se encuentra a una altitud de 6100 m s. n. m., distante aproximadamente 150 metros de la cima, y 30 metros por debajo de esta. El complejo incluye una construcción ovalada y una plataforma elevada adyacente. La cámara oval tiene un diámetro máximo interior de 4,5 metros, sus paredes tienen entre 1,8 y 2,2 metros de espesor. El fardo funerario y varias de las ofrendas asociadas se encontraron en el interior de esta estructura. No hay una puerta de entrada al recinto, solamente un nicho sobre la pared exterior.
Cerca de la estructura oval, existe una plataforma rectangular de 9,4 metros de largo y 3,4 metros de ancho, con un espesor de paredes de hasta 1,7 metros en la pared sureste, la más larga. Las paredes están orientadas a 114°, es decir, en alineación con el sol naciente durante el solsticio de diciembre, un evento importante en el calendario religioso inca. La plataforma posee una rampa o escalera de 3,2 por 2,5 metros que da acceso a la misma desde el sur. Es muy inusual que estas plataformas estén divididas en cinco secciones con diferentes niveles. Desafortunadamente, parte del su sección principal fue destruida. En el lugar se halló parte de la envoltura de cartuchos de dinamita confirmando las explosiones causadas por saqueadores.

### Los objetos del ajuar
En el lado Norte de la estructura oval, se halló un paquete de ofrendas envuelto en un textil de lana color marrón claro. El envoltorio contenía dos pares de sandalias, dos bolsas de textil pequeñas, una olla con pedestal, un frasco pequeño, un par de platos de cerámica, un plato de madera, una cuchara, un peine, alimentos como maíz y chile, y carbón vegetal.

Solamente se halló una estatuilla representando una figura humana femenina hecha de spondylus o mullu, una concha marina. Generalmente, en estos tipos de sacrificio, se ha encontrado al menos una de oro, una de plata y una de spondylus, lo que lleva a pensar que parte de los objetos ha sido saqueada por los buscadores de tesoros, que se interesan especialmente en las figuras de metales preciosos.

### La momia
En la sección sudeste del recinto oval, a una profundidad de 1,4 metros desde el borde superior de la pared, fue localizado un fardo funerario compuesto por textiles congelados de aproximadamente 60 por 40 por 30 centrimetros. El fardo contenía los restos de los miembros inferiores y hueso pélvico de una mujer joven, la parte superior del torso, brazos y cabeza habían desaparecido, destruidos por la dinamita.
La momia aparentaba haber sido deliberadamente colocada en el lado opuesto al nicho existente en la pared, el cual se abre hacia el Este en la base de la pared exterior. No se halló ningún objeto en este nicho, aunque, de haber existido alguno, pudo haberse perdido con el tiempo. Cualquiera que haya sido su objetivo, su asociación con un sacrificio humano a esta altura es único.

## La capac cocha
Las investigaciones sostienen que este sacrificio se produjo en el marco de la ceremonia llamada capac cocha o capac hucha.
El ritual de la capac cocha, fue extensamente documentado por los cronistas españoles, y la existencia de esta clase de yacimientos arqueológicos en las montañas de Los Andes en alturas cercanas a los 5.000 metros es bien conocida, varios de éstos yacimientos fueron profanados y saqueados y, tanto restos humanos como otras piezas arqueológicas fueron vendidos en el mercado negro o a museos.